# 통킹 소총병 연대
통킹 소총병 연대(영어: Tonkinese Rifles, 프랑스어: tirailleurs tonkinois)는 1884년에 통킹 원정군(Tonkin Expeditionary Corps)의 작전을 지원하기 위해 창설된 통킹 출신의 경보병 부대였다. 이 부대는 해병 보병(Marine Infantry)에서 파견된 프랑스 장교들의 지휘 아래 운영되었다. 통킹 소총병들은 청불 전쟁(Sino-French War) 동안 여러 전투에서 중국군과 싸웠으며, 이후 프랑스의 통킹 평정(French Pacification of Tonkin) 기간 동안 베트남 반군을 상대로 한 원정에도 참여했다. 프랑스는 또한 안남(Annam)과 캄보디아에서도 비슷한 형태의 토착 소총병 부대를 조직했다. 이 세 종류의 토착 병사들은 베트남에서 "린 탑(Lính tập)"으로 불렸다.

## 배경
프랑수아 가르니에의 1873년 통킹 원정 당시, 프랑스는 통킹에서 비정규 부대인 민병대를 조직했으며, 이들 중 다수는 잔혹한 뜨득 황제(Tự Đức) 정권에 충성심이 적은 기독교도들이었다. 이러한 부대들은 단 몇 주간만 존재했고, 1874년 봄 프랑스가 통킹에서 철수하면서 해산되었으나, 이는 통킹에서 보조 병력을 모집할 가능성을 보여준 사례였다. 베트남 보조 병력의 정규적 고용은 코친차이나에서 처음으로 시도되었으며, 1879년 프랑스는 안남 소총병을 조직했다.
1883년에서 1885년 사이, 프랑스군은 통킹에서 흑기군(Black Flag Army) 및 베트남, 청나라 군대와 치열한 전투를 벌였다. 연달아 지휘를 맡은 톤킨 원정군 사령관들은 다양한 형태로 통킹 보조 병력을 활용했다. 1884년 "통킹 소총병" 정규 연대의 창설에 앞서, 1883년 하반기에 부에(Bouët) 장군과 쿠르베(Courbet) 제독이 톤킨에서 원주민 보조 병력을 실험적으로 운용했다. 프랑스군은 1883년 8월 전투에서 수백 명의 황기군(Yellow Flags)을 흑기군과의 전투에 보조 병력으로 동원했다. 그리스 출신 모험가 조르주 블라비아노(Georges Vlavianos)가 이끄는 황기군은 1873년 프랑수아 가르니에의 통킹 원정에 참가했던 인물로, 8월 15일 푸호아이 전투(Battle of Phủ Hoài)와 9월 1일 팔란 전투에서 교전 역할을 충실히 수행했으나, 전투 후 곧 무질서한 행위로 인해 해산되었다.
아메데 쿠르베 제독(Amédée Courbet)이 지휘한 선떠이 전역(Sơn Tây Campaign)에서는 코친차이나에서 온 안남 소총병(Annamese riflemen) 4개 중대가 해병 보병 대대에 각각 배속되었고, 이와 별도로 통킹 소총병 800명으로 구성된 부대가 배르토-르빌랭(Bertaux-Levillain) 대대장의 지휘 아래 포함되었다. 이들 톤킨 보조 병력 중 다수는 가을 전투에서 블라비아노와 함께 싸운 인물들이었고, 황기군이 해산된 후 프랑스군에 재입대했다. 쿠르베 제독은 이 통킹 보조 병력에 프랑스 장교를 배치할 수 없었고, 이들은 12월 14일 푸사 전투(Phu Sa)와 12월 16일 선떠이 전투에서 큰 역할을 하지 못했다. 반면, 프랑스 장교들의 지휘 아래 싸운 안남 소총병은 푸사 참호를 점령하는 데 있어 두드러진 활약을 보였다.
1884년 2월, 쿠르베 제독의 뒤를 이어 통킹 원정군 사령관이 된 "샤를-테오도르 미요(Charles-Théodore Millot) 장군"은 원주민 보조 병력의 유용성에 확신을 가지고 있었다. 미요 장군은 원주민 부대에 충분한 수의 프랑스 장교와 하사관을 배치하면, 이들이 훨씬 더 효과적으로 전투에 임하고 황기군이 보였던 무질서함을 피할 수 있을 것이라고 믿었다. 그는 자신의 이론을 시험하기 위해 베르토-르빌랭 대대의 통킹 보조 병력을 정규 중대로 재편성하고, 각 중대에 해병 보병 대장을 배치했다. 여러 통킹 소총병 중대는 1884년 "박닌 전역(Bắc Ninh Campaign)"(3월)과 "흥호아 원정(Hưng Hóa expedition)"(4월)에 참여했으며, 1884년 5월에 원정군은 총 1,500명의 통킹 보조 병력을 포함하게 되었다.

## 설립
1884년 3월과 4월 전역에서 통킹 보조 병력의 활약에 고무된 미요(Millot) 장군은 이들의 지위를 공식화하기로 결정하고, 통킹 소총병 연대 두 개를 창설했다. 각 연대는 3,000명 규모로, 4개 중대(250명으로 구성된)로 이루어진 3개 대대로 조직되었으며, 경험 많은 해병 보병 장교들이 이끌었다. 이 모델은 몇 년 전 코친차이나에서 "안남 소총병 연대"를 조직할 때 사용된 바 있었다. 1884년 5월 12일 포고령에 따라 미요 장군은 제1, 제2통킹 소총병 연대를 창설했다. 두 연대는 각각 부에(Bouët)와 쿠르베(Courbet)의 전역에서 공을 세운 노련한 장교인 드 모시옹(de Maussion) 중령과 베르제(Berger) 중령이 지휘했고, 6개 대대는 토노(Tonnot), 조르나 드 라칼(Jorna de Lacale), 라퐁(Lafont), 멜로(Merlaud), 펠레티에(Pelletier), 피종(Pizon) 대대장이 이끌었다.
초기에는 자격을 갖춘 해병 보병 장교의 부족으로 인해 두 연대가 즉시 정원에 도달하지 못했다. 몇 달간 두 연대는 9개 중대, 2개 대대 체제로 운영되었다. 하지만 1884년 여름 동안 모집이 계속되었고, 10월 30일에는 두 연대 모두 3,000명의 정원에 도달했다.
미요 장군이 모집을 가속화하기 위해 채택한 한 가지 방편은 흑기군 탈영병을 활용하는 것이었다. "흥호아"(Hưng Hóa)와 "뜨옌꽝"(Tuyên Quang)점령 이후인 1884년 7월, 수백 명의 흑기군 병사들이 항복하고 프랑스에 복무하겠다고 제안했다. 미요 장군은 이들을 통킹 소총병 연대 중 하나의 별도 중대로 받아들였고, 이들은 동정적인 프랑스 해병 보병 장교 보항(Bohin) 중위의 지휘 아래 다이강(Day River)의 외딴 프랑스 주둔지로 보내졌다. 많은 프랑스 장교들은 미요 장군이 흑기군을 신뢰하는 것에 경악했으며, 보항은 이후 ‘사형선고를 받은 자(Le condamné à mort)’라는 별명을 얻게 되었다. 그러나 흑기군 병사들은 보항의 친절한 대우에 긍정적으로 반응했고, 몇 달 동안 베트남 반군과 도적에 대한 여러 소탕 작전에 기여했다. 그러나 1884년 12월 25일 밤', 이들은 무기, 유니폼, 장비를 가지고 일제히 탈영해 흑강(Black River) 방면으로 도주했다. 이 과정에서 경고를 방지하기 위해 통킹 병사 한 명을 살해했지만, 보항 중위는 침대에서 평온하게 자고 있는 상태로 남겨두었다. 이는 당시 청나라 군대가 통킹으로 진격하자, 프랑스의 승리에 대한 신뢰를 잃고 흑기군으로 복귀하기로 결심했기 때문인 것으로 보인다. 탈영한 흑기군은 이후 뜨옌꽝 포위전에 참여했다. 미요 장군의 불운한 실험은 후임자인 브리에르 드 릴(Brière de l'Isle) 장군에 의해 반복되지 않았으며, 프랑스는 이후 흑기군 병사들을 통킹 소총병 연대에 통합하려는 시도를 더 이상 하지 않았다. "제3연대"는 1885년 7월 28일 드 쿠르시(de Courcy) 장군이, "제4연대"는 1886년 2월 19일 와르네(Warnet) 장군이 창설했다.

## 활동

### 청불 전쟁
통킹 소총병 제1연대 8중대는 1884년 6월 2일 프랑스군의 뜨옌꽝(Tuyên Quang) 점령 작전에 참여했다. 이 중대는 1884년 11월 두셴느 대령이 지휘한 뜨옌꽝 구원 원정에도 참여하여 유옥(Battle of Yu Oc)에서 전투를 벌였다. 이후, 뜨옌꽝 주둔지의 일부로서 1884년 11월부터 1885년 3월까지 계속된 뜨옌꽝 공방전(Siege of Tuyên Quang)에서 프랑스 외인부대 두 중대와 함께 용맹히 싸웠다.
통킹 소총병 제1연대 12중대는 박레 전투(Bắc Lệ, 1884년 6월 23일~24일) 및 람 전투(Battle of Lam, 1884년 10월 6일)에 참여했다. 람 전투 중 바타유 중위는 심각한 부상을 입었고, 지휘관을 잃은 그의 부대는 진격해 오는 청나라 부대를 피해 후퇴했다. 이로 인해 프랑스 전선의 중앙에 심각한 공백이 생겼으나, 마침 도착한 보병 중대의 지원으로 그 자리를 메울 수 있었다. 이후 전투에서 프랑스군은 반격에 성공했으며, 바타유의 통킹 부대도 최종 진격에 참여했다.
통킹 소총병 제1연대 1중대는 1885년 1월 4일 누이봅 전투에 참가했다. 통킹 소총병 제1연대 제1대대와 통킹 소총병 제2연대 제1대대는 랑손 전역(Lạng Sơn Campaign, 1885년 2월)에 참여했다. 특히 토노 대대는 박비에 전투(Battle of Bac Vie, 1885년 2월 12일)에서 치열한 전투를 벌였다.
통킹 소총병 제2연대 1중대는1885년 2월 23일 동당 전투(Battle of Đồng Đăng)에 참여했다.
통킹 소총병 제1연대 7중대는 호아목 전투(Battle of Hòa Mộc, 1885년 3월 2일) 초반에 청나라 참호를 정찰하던 중 초기 일제 사격으로 큰 피해를 입었다. 이 과정에서 도나 소위가 부상당했다.
두플롱(Dufoulon) 대위가 지휘하는 통킹 소총병 제1연대 1중대의 파인(Fayn) 소위가 이끄는 50명의 소대는 1885년 4월 18일 선떠이(Sơn Tây) 근처의 타이탓(Thai That)에서 400명의 청나라, 베트남 및 므엉(Muong) 도적들을 격퇴했다. 이 전투는 프랑스와 청나라 간의 "1885년 4월 4일 휴전 협정"이 체결된 후 불과 4일 뒤에 발생했다. 이 전투에서 통킹 소총병이 보여준 용맹함은 프랑스군 당국이 널리 홍보했으며, 브리에르 드 릴(Brière de l'Isle) 장군은 "1885년 4월 26일 명령서"를 통해 이를 기념했다.

### 프랑스의 베트남 정복 이후
1890년대와 1900년대 초, "인도차이나 소총병"들은 현재의 베트남 영토 내에서 해적과 도적을 소탕하는 임무를 계속 수행했다. 그러나 이들의 신뢰성에 대한 근거 없는 의심으로 인해, 통킹 부대는 대개 프랑스 식민지 보병 또는 외인부대(Foreign Legion) 소대와 동행했다. 통킹 소총병 제5연대는 1902년에 창설되었으나, 1908년에 해체되었다.
제1차 세계 대전이 발발하자, 통킹 소총병과 안남 소총병 부대의 많은 프랑스 장교 및 부사관들이 프랑스로 소환되었다. 이후 통킹 소총병 1개 대대는 서부 전선의 베르됭(Verdun) 근처에서 전투에 참여했다. 1915년, 통킹 소총병 제3연대의 1개 대대가 중국으로 파견되어 상하이 프랑스 조계를 수비했다. 인도차이나에 남아 있던 소총병들은 1917년 타이응우옌(Thai Nguyen)에서 발생한 원주민 헌병(Garde Indigène)의 반란을 진압하는 임무를 수행했다. 1918년 8월, 통킹 소총병 3개 중대는 프랑스 식민지 보병 대대의 일부로 편성되어 시베리아 개입에 참여했다.
전간기 동안 통킹 소총병 4개 연대는 인도차이나, 시리아-프랑스 전쟁, 리프 전쟁 및 프랑스-태국 전쟁에서 활약했다. 1945년 3월 9일, 일본이 인도차이나의 프랑스 식민지 행정부를 상대로 쿠데타를 일으키면서, 통킹 소총병 연대와 안남 소총병 연대는 모두 해체되었다. 그 이후 제1차 인도차이나 전쟁에서 많은 베트남인들이 프랑스 연합군에 복무했지만, 이들은 다른 부대에 통합되었으며 "인도차이나 소총병 연대"는 재창설되지 않았다.  프랑스 육군 내 마지막 인도차이나 부대는 극동 특공대(Le Commando d'Extrême-Orient)로, 약 200명의 베트남인, 몽타냐르드(Montagnards), 크메르(Khmers), 눙(Nùngs) 병사들로 구성되었으며, 알제리에서 1956년부터 1960년 6월 해체될 때까지 활약했다.

## 참고
1. ↑  Thomazi, Histoire militaire, 86
2. ↑  Thomazi, Conquête, 188
3. ↑  Thomazi, Histoire militaire, 86
4. ↑  Thomazi, Histoire militaire, 86
5. ↑  Huard, 971 and 972
6. ↑  Lecomte, Lang-Son, 144
7. ↑  Thomazi, Conquête, 237–41
8. ↑  Lecomte, Lang-Son, 60–61
9. ↑  Lecomte, Lang-Son, 337–49; Nicolas, 382
10. ↑  Nicolas, 402
11. ↑  Huard, 757–8 and 970
12. ↑  Rives pages 50-52
13. ↑  Rives pages 53-54
14. ↑  Charles Lavauzelle Les Troupes de Marine ISBN 2-7025-0142-7
15. ↑  Rives pages 125-127

## 인용
- Chartrand, René (2018). 《French Naval & Colonial Troops 1872–1914》. Men-at-Arms. London: Osprey. ISBN 978-1-47-282619-0.
- Crocé, Eliane;  외. (1986). 《Les Troupes de Marine 1622 - 1984》 (프랑스어) 1판. Limoges: Charles Lavauzelle. ISBN 2-7025-0142-7.
- Huard, L., La guerre du Tonkin (Paris, 1887)
- Lecomte, J., Lang-Son: combats, retraite et négociations (Paris, 1895)
- Lecomte, J., La vie militaire au Tonkin (Paris, 1893)
- Lecomte, J., Le guet-apens de Bac-Lé (Paris, 1890)
- Mounier-Kuhn, A., Les services de santé militaires français pendant la conquête du Tonkin et de l’Annam (1882–1896) (Paris, 2005)
- Nicolas, V., Livre d'or de l'infanterie de la marine (Paris, 1891)
- Thomazi, A., Histoire militaire de l’Indochine française (Hanoi, 1931)
- Thomazi, A., La conquête de l'Indochine (Paris, 1934)